# 웬들 피어스
웬들 피어스(Wendell Pierce, 1962년 12월 8일 ~ )는 미국의 배우, 사업가이다. 연극 《Clybourne Park》(2012)를 제작하여 2012년 토니상 작품상을 수상하였으며, 웨스트엔드(2019)와 브로드웨이(2022)에 올라간 연극 《세일즈맨의 죽음》에서 주인공 윌리 로먼을 연기하여 로런스 올리비에상과 토니상 연극 부문 남우주연상 후보에 올랐다.

## 출연 작품

### 영화
- 말콤 X (1992)
- 당신에게 일어날 수 있는 일 (1994)
- 사랑을 기다리며 (1995)
- 해커즈 (1995)
- 레이 (2004)
- 엘사 앤 프레드 (2014, Elsa & Fred)
- 셀마 (2014) - 호제이아 윌리엄스 역
- 더 기프트 (2015) - 탐정 밀스 역
- The Runner (2015)
- Runaway Hearts (2015)
- Confirmation (2016)
- 피어싱 (2018)
- 썬더볼츠* (2025) - 게리 상원의원 역

### 텔레비전
- 더 와이어 (2002-08)
- 트레메 (2010-13)
- 슈츠: 두 변호사 (2013-19)
- 오드 커플 (2015-17, The Odd Couple)
- 톰 클랜시의 잭 라이언 (2018-23)

### 연극
- 세일즈맨의 죽음 (2019, 2022)